# Габданк, Константин Антонович
Константин Антонович Габданк — советский хозяйственный, государственный и политический деятель.

## Биография
Родился в 1893 году в Ковенском уезде Ковенской губернии. Член КПСС с 1919 года.
С 1910 года — на хозяйственной, общественной и политической работе. В 1910—1963 гг. — рабочий завода, участник революционного движения, участник Октябрьской революции, партийный деятель в СССР, первый секретарь районного комитета ВКП(б) в Ленинградской области, заведующий промышленно-транспортным отделом Калининского обкома ВКП(б), репрессирован, освобожден, заведующий промышленно-транспортным отделом Ивановского обкома ВКП(б), участник Великой Отечественной войны, военный комендант Штольпского уезда, заместитель начальника политотдела Киевского ВУ связи им. М. И. Калинина, первый секретарь Каунасского горкома КП(б) Литвы, председатель правления Промысловой кооперации Литовской ССР, постоянный представитель Совета Министров Литовской ССР при Совете Министров СССР.
26 января—10 февраля 1934 года делегат XVII съезда ВКП(б) с решающим голосом.
Депутат Верховного Совета Литовской ССР 2-6-го созывов.
Умер в Вильнюсе в 1973 году.